# Mudvayne

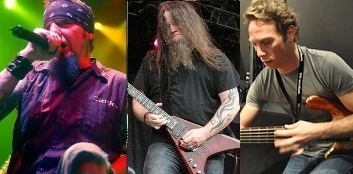

Mudvayne is een Amerikaanse heavymetalband. Mudvayne is afkomstig uit Peoria, Illinois. Ze zijn begonnen in 1996. Ze zijn vooral bekend geworden met hun hit Dig, waarmee ze in 2001 een VMA wonnen.

## Bandleden
- Chad Gray - zang
- Greg Tribbett - gitaar
- Ryan Martinie - bas
- Matthew McDonough - drums

## Albums
- L.D. 50 - 2000
- The Beginning Of All Things to end - 2001
- The End of All Things To Come - 2002
- Lost and Found - 2005
- By The People, For The People - 2007
- The New Game - 2008
- Mudvayne - 2010